# Fahrzeuge namens Zwickau

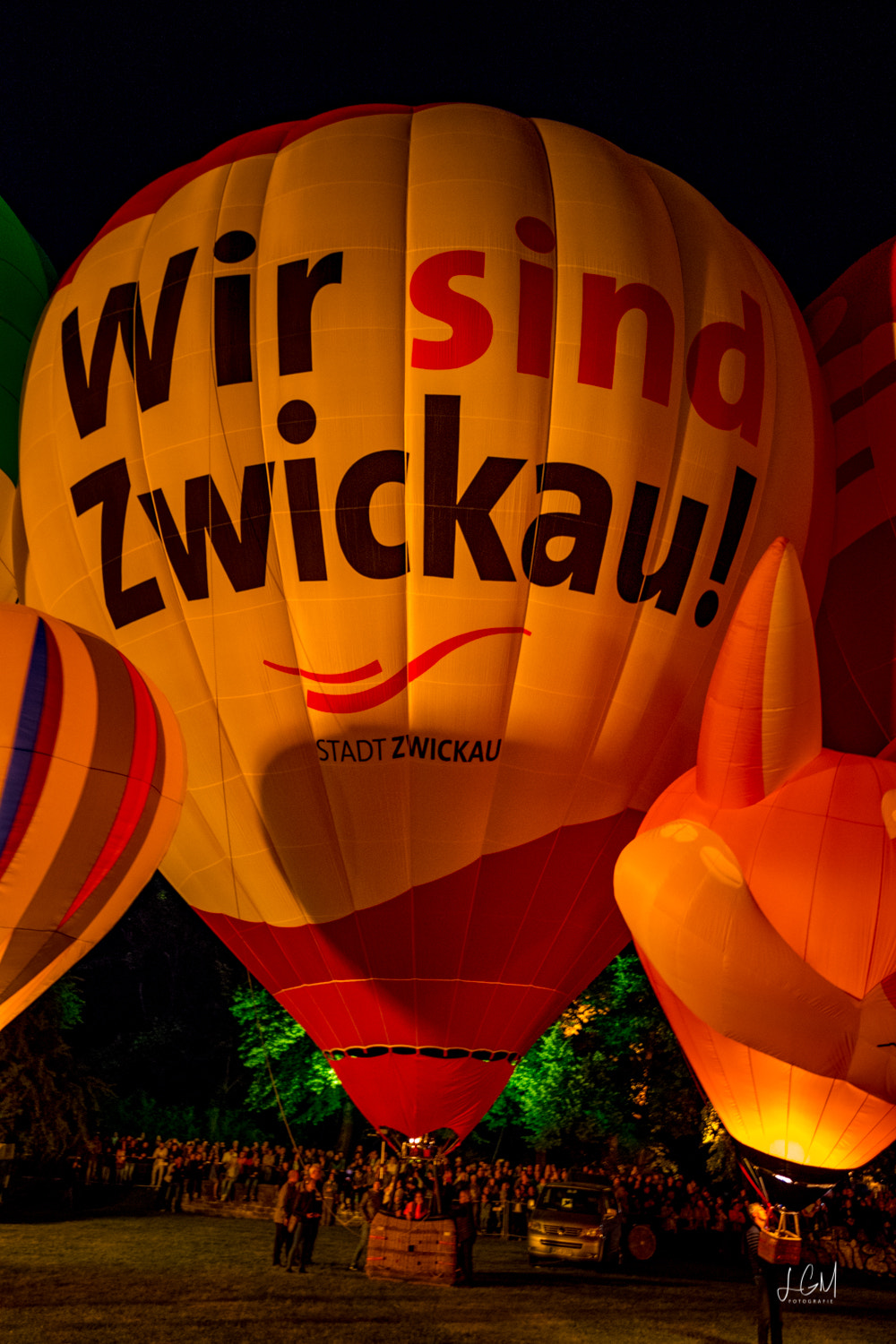
Zwickau-Ballon beim Ballonfest, 20. Mai 2018

Eine historische Audi-Baureihe und viele individuelle Fahrzeuge wurden nach der Stadt Zwickau benannt. Der Lokaljournalist Christian Adler bezeichnete sie als „Botschafter im Dienste der Stadt Zwickau“. Teilweise sind sie „außer Dienst“. Häufig wurden Name und Stadtwappen angebracht. Bürgermeister verschiedener Geschlechter vollzogen oft die weltlichen Taufen.

## Deutsches Reich
Auch wenn das Deutsche Reich heute meist in Kaiserreich, Weimarer Republik und Nationalsozialismus unterteilt wird, wurde hier auf den historischen Begriff als verbindende Klammer zurückgegriffen. Die wesentliche Gemeinsamkeit von dem hier vorgestellten Ballon und der Audi-Baureihe besteht darin, dass sie bei der Gruppierung der anderen Fahrzeuge übrig blieben und sie zeitlich vor den anderen Fahrzeugen liegen.

### BallonZwickau
Der Ballon „Zwickau“ wurde erstmals am 18. Mai 1910 auf der Wiese zwischen Gasanstalt und Roonstraße (heute: Franz-Mehring-Straße) gestartet. Ein Jahrhundert später folgten der Schumann- und Zwickau-Ballon (siehe unten).

### Audi SS 20/100 PSZwickau

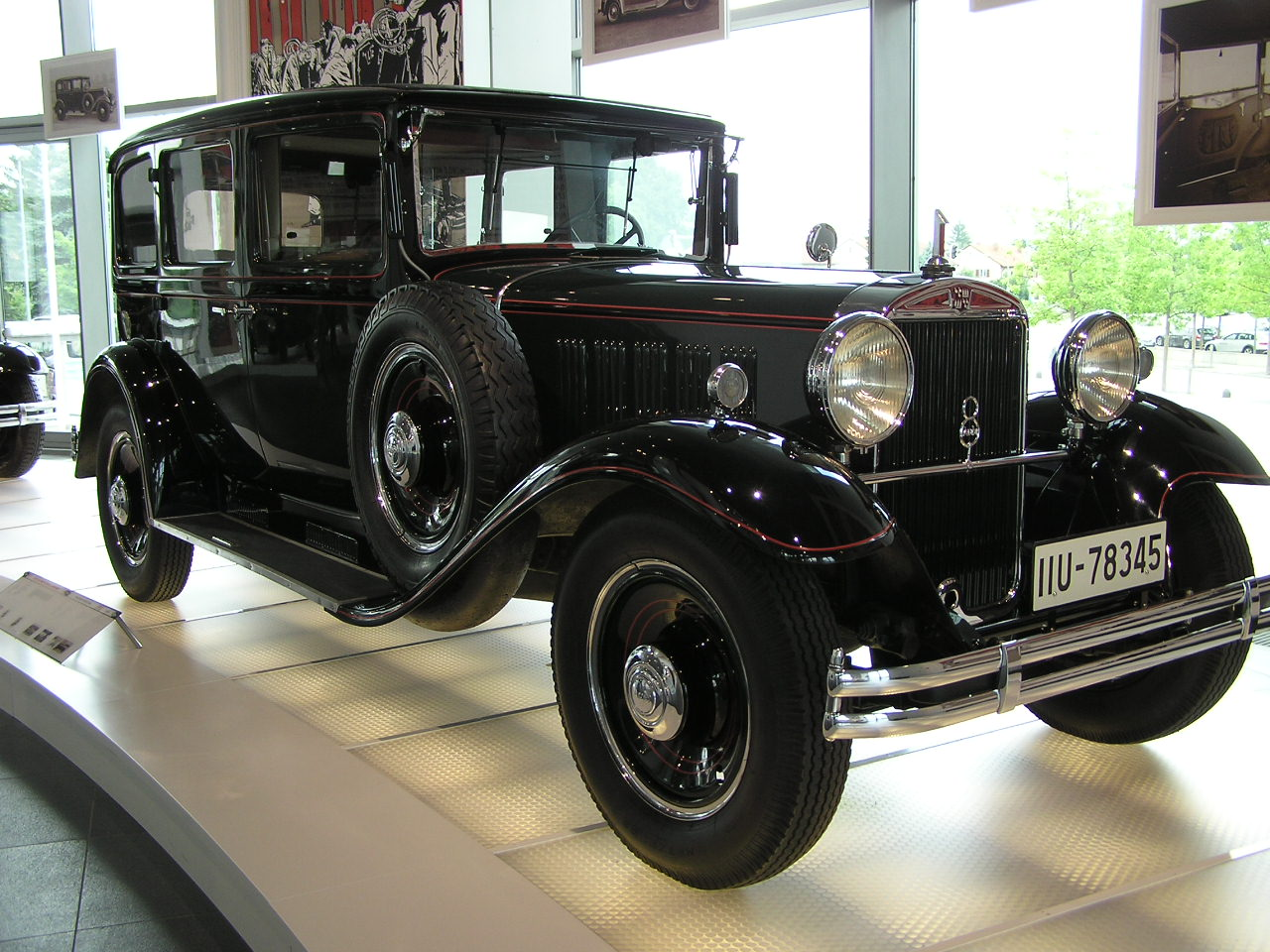
Audi „Zwickau“ im Audi Forum Ingolstadt, 29. Juni 2009

Jørgen Skafte Rasmussen wurde 1928 Hauptaktionär der Audiwerke. Er ließ achtzylindrische, verhältnismäßig große Rickenbacker Motoren, die in Amerika entwickelt worden waren und nun auch in Scharfenstein produziert wurden, in die neuen Typen „Imperator“, „Zwickau“ und den kleineren „Dresden“ (75 PS) einbauen. Die Karosserie-Firma Hornig aus Meerane versah die Zwickauer Limousine mit einem Pullman-Aufbau. Ein Stadtwappen wurde am Kühler angebracht. Immer wieder wurden Schwingungen, Geräusche und geringe Leistung bemängelt. Letztlich war die deutsche Produktion noch nicht bereit für Achtzylindermotoren und die 450 „Zwickauer“ wurden Teil eines Verlustgeschäfts.
| Geschwindigkeit | 110 km/h      |
| Verbrauch       | 22,0 l/100 km |
| Zylinder        | 8             |
| Hubraum         | 5130 cm³      |
| Nenndrehzahl    | 3000/min      |
| Leergewicht     | 2100 kg       |
| Länge           | 4,965 m       |
| Breite          | 1,780 m       |
| Höhe            | 1,870 m       |

## DDR: Schiffe
Zu DDR-Zeiten wurden fünf Schiffe „Zwickau“ getauft:

### FischkutterZwickau
Der Fischkutter namens „Zwickau“ mit dem Kennzeichen SAS 117 Saßnitz wurde in Anklam von der Schiffswerft Genseburg gebaut und ab 1949 vom VEB Fischfang Saßnitz genutzt. 1976 wurde er zum Tauchschiff umgebaut. Der Verbleib nach der Wendezeit ist unklar.

### SeitentrawlerZwickau
Der VEB Fischkombinat Rostock nahm den Seitentrawler des Typs I mit der Kennung ROS 203 und dem Rufzeichen DHXC am 1. Juni 1952 in Dienst. Die Hochseefischerschiff mit seitlichen Netzen war knappe 60 Meter lang und etwa 9 Meter breit. Kapitän Gert Schulte und seine Besatzung erzielten 1953 einen Rekordgewinn auf dem Schiff. Aufgrund dessen und der weiteren überplanmäßigen Gewinnsteigerung auf der „Berlin“ im Folgejahr wurde er 1955 als Held der Arbeit ausgezeichnet. Die „Zwickau“ wurde am 15. Februar 1977 außer Dienst gestellt und anschließend in Rostock verschrottet.

### RäumbootZwickau
„Zwickau“ war auch der Name eines Minenräumboots der DDR-Volksmarine (Typ Schwalbe Projekt 508). Es war vom 17. Juni 1955 bis zum 1. Dezember 1968 im Dienst.

### BinnenfrachtschiffZwickau
Das 67 Meter lange Binnenfrachtschiff „Zwickau“ wurde in der Schiffswerft Roßlau gebaut und war 1962 bis 1990 unter DDR-Flagge im Einsatz, danach unter Bundesflagge. Ab 1994 wurde das Schiff an die Prager Contrans s.r.o. vermietet. Diese übernahm es 1998, was mit einer Umbenennung in „CT Berenica“ und tschechischer Beflaggung einherging. Aufgrund eines Motorschadens wurde das Schiff 2003 ausrangiert und in Prag aufgelegt. 2012 erfolgten Entkernung und Abbruch der Oberbauten. 2014 wurde der Korpus nach Mělník in einen Seitenarm der Elbe verlegt und sank dort, sodass das Wrack nur knapp über die Wasseroberfläche hinausragt.

### HochseefrachtschiffZwickau

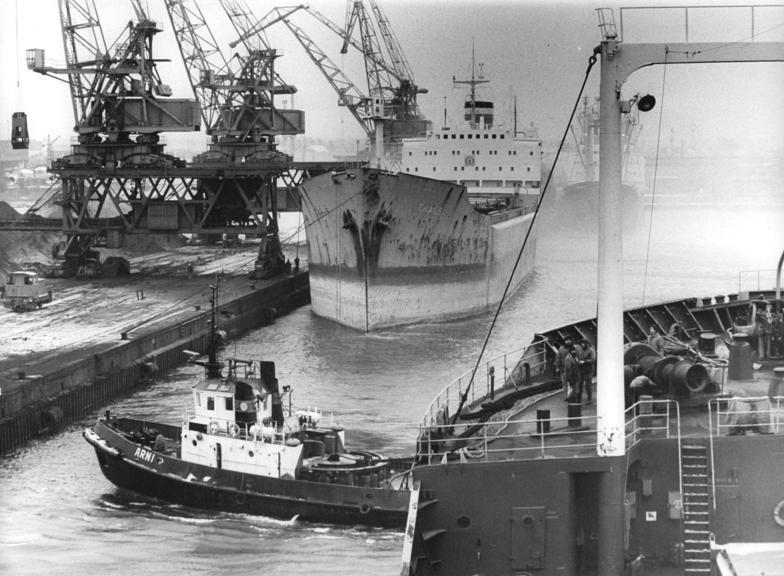
Das Hochseefrachtschiff „Zwickau“ (vorne rechts) wird am 27. Dezember 1979 aus dem Rostocker Überseehafen herausgeleitet. Sie soll Rohstoffe in der Sowjetunion für die DDR laden.

Das 182 Meter lange und 7200 PS starke Hochseefrachtschiff „Zwickau“ war von 1969 bis 1988 im Dienst der Deutschen Seereederei (DSR) und fuhr damit unter DDR-Flagge. Ein Teil der Besatzung trug sich am 27. Mai 1976 in das Ehrenbuch der Stadt Zwickau ein:

„In vielen Begegnungen mit der Zwickauer Bevölkerung, wobei insbesonders die Einfahrt in die Martin-Hoop-Grube hervorzuheben wäre, konnte enger Kontakt geknüpft werden. Durch den Abschluss eines Patenschaftsvertrages legten wir mit Ihrer Stadt einen bedeutenden Grundstein für eine weitere gute Zusammenarbeit auf breiter Ebene. Im Namen der Besatzung der MS Zwickau danken wir für die herzliche Aufnahme durch unsere Patenschstadt.“

Über die gesamte Einsatzzeit fuhr das Schiff in 235 Reisen 41 Häfen in 16 Ländern an. Dabei legte es den 47-fachen Erdumfang zurück und transportierte 5,2 Millionen Tonnen Ladung – vor allem Erz und Öl. Das Schiff wurde 1988 in Murmansk (damals UdSSR, heute Russland) ausrangiert und ein Jahr später in Alang (Indien) abgewrackt.

## Bundesrepublik: Luftfahrzeuge
Wenige Monate nach der deutschen Wiedervereinigung wurde ein Flugzeug „Zwickau“ getauft. Noch bevor der Name zunächst verschwand, flog bereits der Schumann-Ballon mit Zwickau-Logo, dessen Nachfolger der Zwickau-Ballon ist, sodass sich bisher durchgängig der Schriftzug „Zwickau“ in die Luft erheben konnte. Seit 2019 gibt es erneut ein Flugzeug namens Zwickau, was die Kontinuität der Luftfahrt mit dem Namen Zwickau und damit auch im Namen Zwickaus mitten in der Klimakatastrophe doppelt absichert. (Stand 2024)

### Flugzeuge namensZwickau

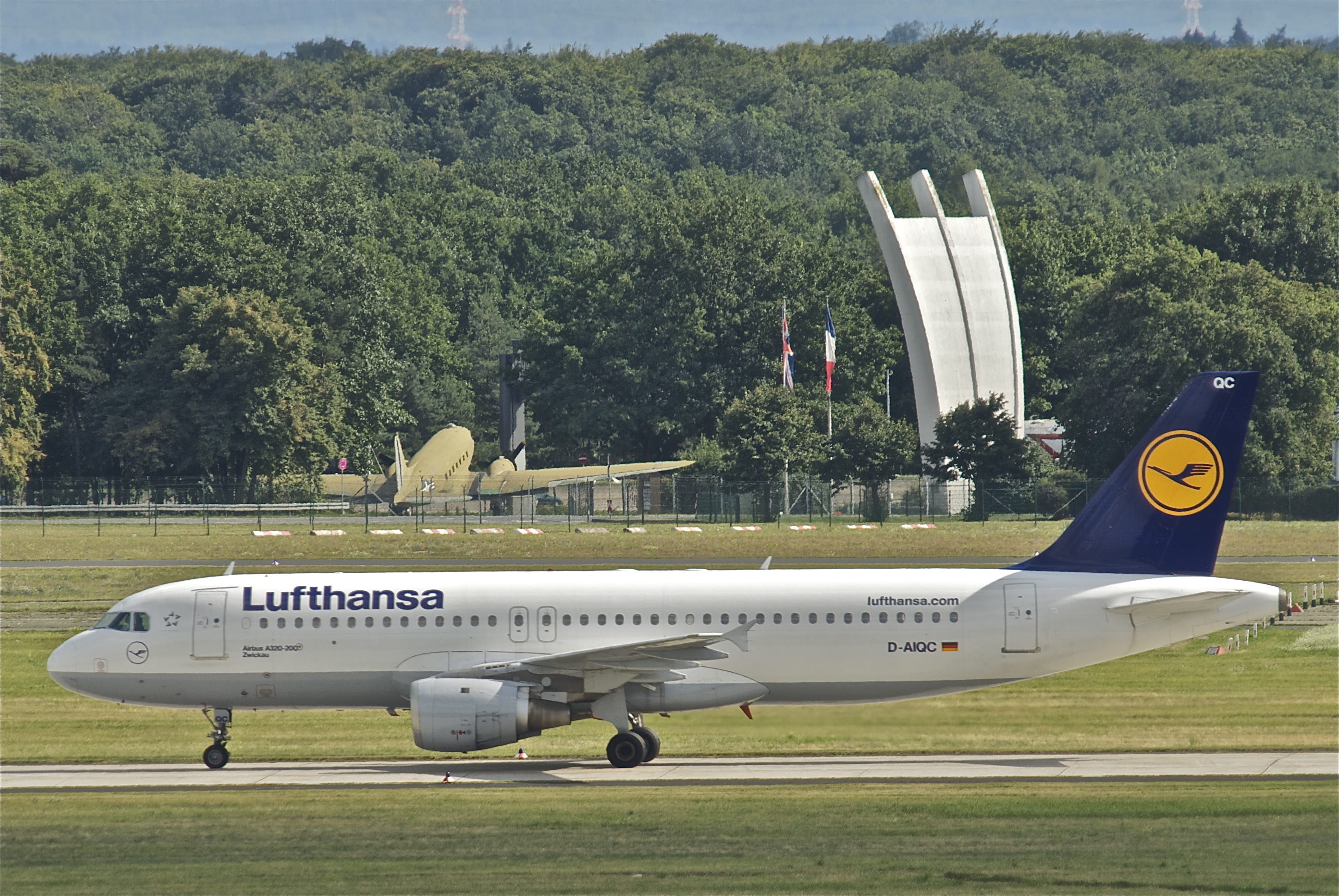
D-AIQC auf dem Frankfurter Flughafen vor dem Luftbrückendenkmal

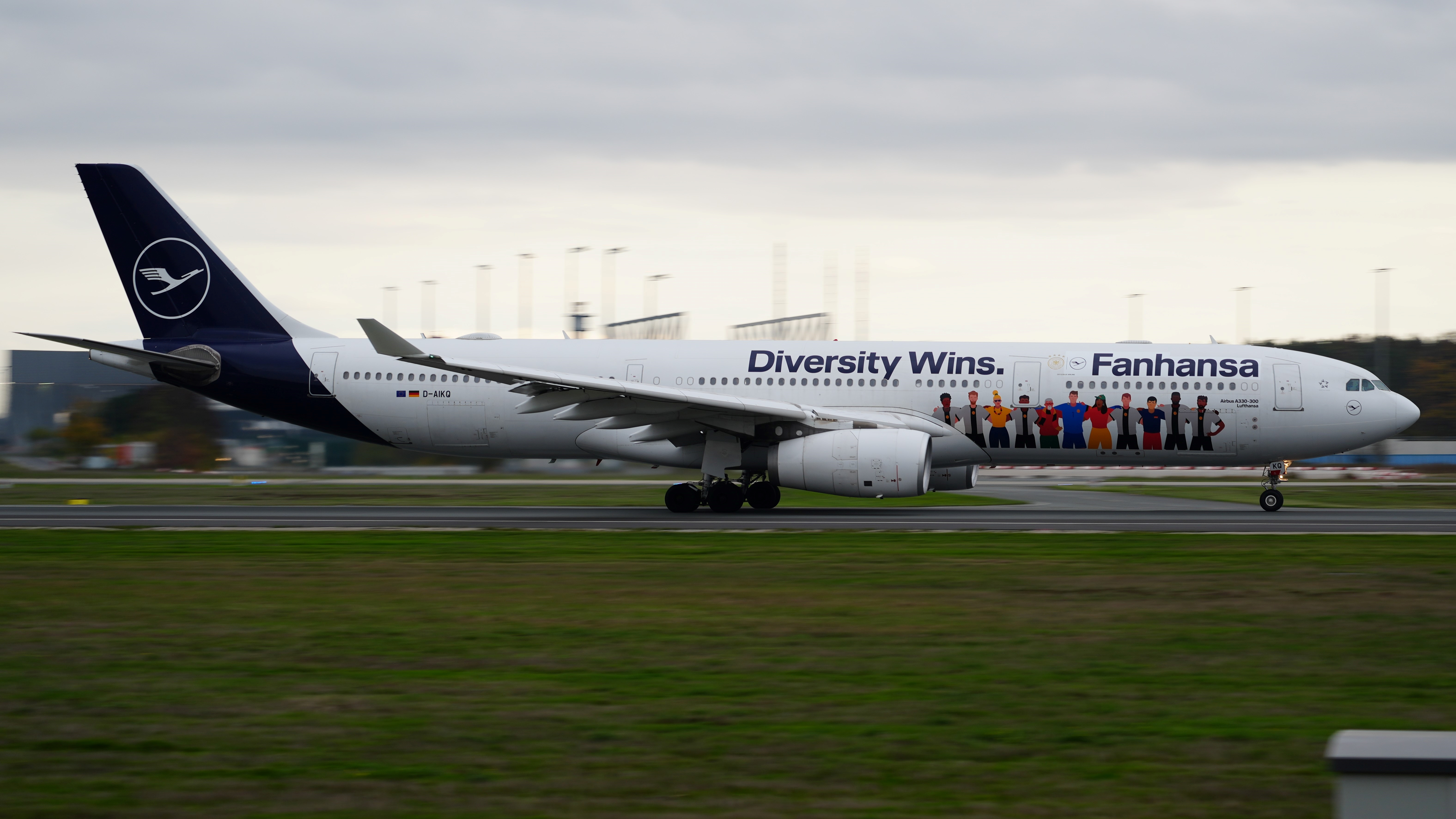
D-AIKQ: Erster Abflug mit Woke-Washing-Sonderbemalung auf dem Frankfurter Flughafen: Die Deutsche Männerfußballnationalmannschaft fliegt am 14. November 2022 nach Maskat (Oman) zum WM-Trainingslager.

Im Juni 1991 wurde ein in Toulouse (Frankreich) gebauter Airbus A320-200 an die Deutsche Lufthansa AG ausgeliefert. Am 10. Juni 1992 taufte Oberbürgermeister Rainer Eichhorn (CDU) und/oder seine Frau Beate Eichhorn ihn auf dem Frankfurter Flughafen auf den Namen „Zwickau“. Das Flugzeug flog mit seinem Taufnamen bis 2014 insgesamt 136 Flughäfen auf der Mittelstrecke an. Danach wurde der Airbus im Zuge einer Übernahme durch die Tochtergesellschaft German- bzw. Eurowings umlackiert und namenlos; das Luftfahrtkennzeichen D-AIQC blieb. Seit Januar 2020 steht das Flugzeug zu Trainingszwecken bei der Kunz GmbH in Hahn am See.

Das vorgestellte Flugzeug war eines von 20 typgleichen Maschinen, das 2014 zu Germanwings übertragen wurde und deren Taufname so verschwand, darunter 13 ostdeutsche. Das Ungleichgewicht fiel dem Bundestagsabgeordneten André Hahn (Linke) auf, sodass er 17 ostdeutsche Städtenamen inklusive Berlin von insgesamt 184 verbliebenen zählte. Er stellte zu diesem Missverhältnis eine Anfrage bei der Bundesregierung. Diese sah die Zuständigkeit beim Unternehmen, habe ansonsten keine weitere Kenntnis und sah keine Veranlassung „auf die Vergabe von Taufnamen für deren Flugzeuge Einfluss zu nehmen“. Das problematisierte Hahn im Sommerloch öffentlich. Die Lufthansa verwies darauf, dass Namenspatenschaften dauerhaft gültig seien, weshalb die Namen bei jeweiliger Gelegenheit auf andere Flugzeuge übergehen werden.

Der Name „Zwickau“ wurde im Sommer 2019 auf den Airbus A 330-300 mit dem Kennzeichen D-AIKQ übertragen, der bereits im April 2012 ausgeliefert wurde. Er ist besonders häufig im Einsatz und fliegt oft über den Atlantik und zum Persischen Golf. Das Flugzeug beförderte die Deutsche Männerfußballmannschaft zur Weltmeisterschaft in Katar 2022 und war dafür zwischenzeitlich umlackiert: Die Sonderbemalung bestand aus dem großen Schriftzug „Diversity Wins. Fanhansa“ (deutsch: „Diversität gewinnt. Fanhansa“) und verschiedenen Menschen, teilweise mit Deutschlandtrikots. Der Stadtname war verschwunden.

### Zwickau-Ballon

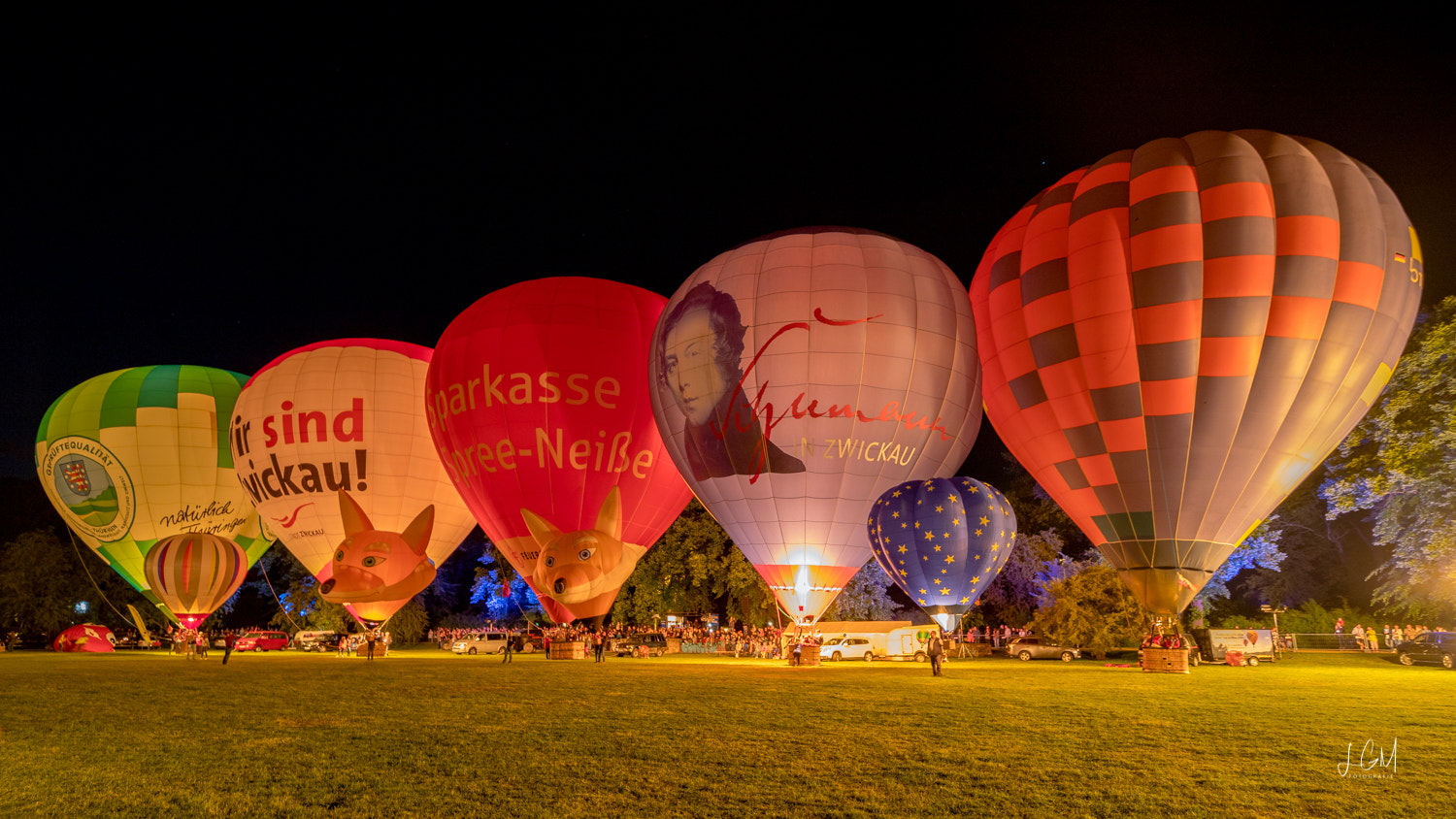
Zwickau-Ballon (2. von links) und Schumann-Ballon (2. von rechts) beim Ballonglühen zum Ballonfest 2018

Der „Zwickau-Ballon“ mit dem Kennzeichen D-OZWI folgte 2018 auf den „Schumann-Ballon“, dessen Hülle in die Jahre gekommen war. Er war zum 200-jährigen Geburtsjahr von Robert Schumann eingeweiht worden. Taufe durch Oberbürgermeisterin Pia Findeiß (SPD) und Jungfernfahrt des Nachfolgers fanden auf dem Ballonfest im Rahmen der 900-Jahr-Feierlichkeiten zu Pfingsten auf der Rosenwiese statt. Wie beim Vorgänger ist die Ballonhülle zweigeteilt. Nun steht auf der einen, rot-weißen Seite: „Wir sind Zwickau!“. Der Schriftzug wird vom Logo ergänzt. Auf der anderen, blau-weißen Seite ist das Logo des Sponsors Radio Zwickau abgebildet. (Bild siehe oben)

## Bundesrepublik: Schienenfahrzeuge
Die vier hier aufgeführten Schienenfahrzeuge wurden durchweg in der Amtszeit des Oberbürgermeisters Dietmar Vettermann (damals CDU, danach parteilos) getauft:

### StraßenbahnStadt Zwickau

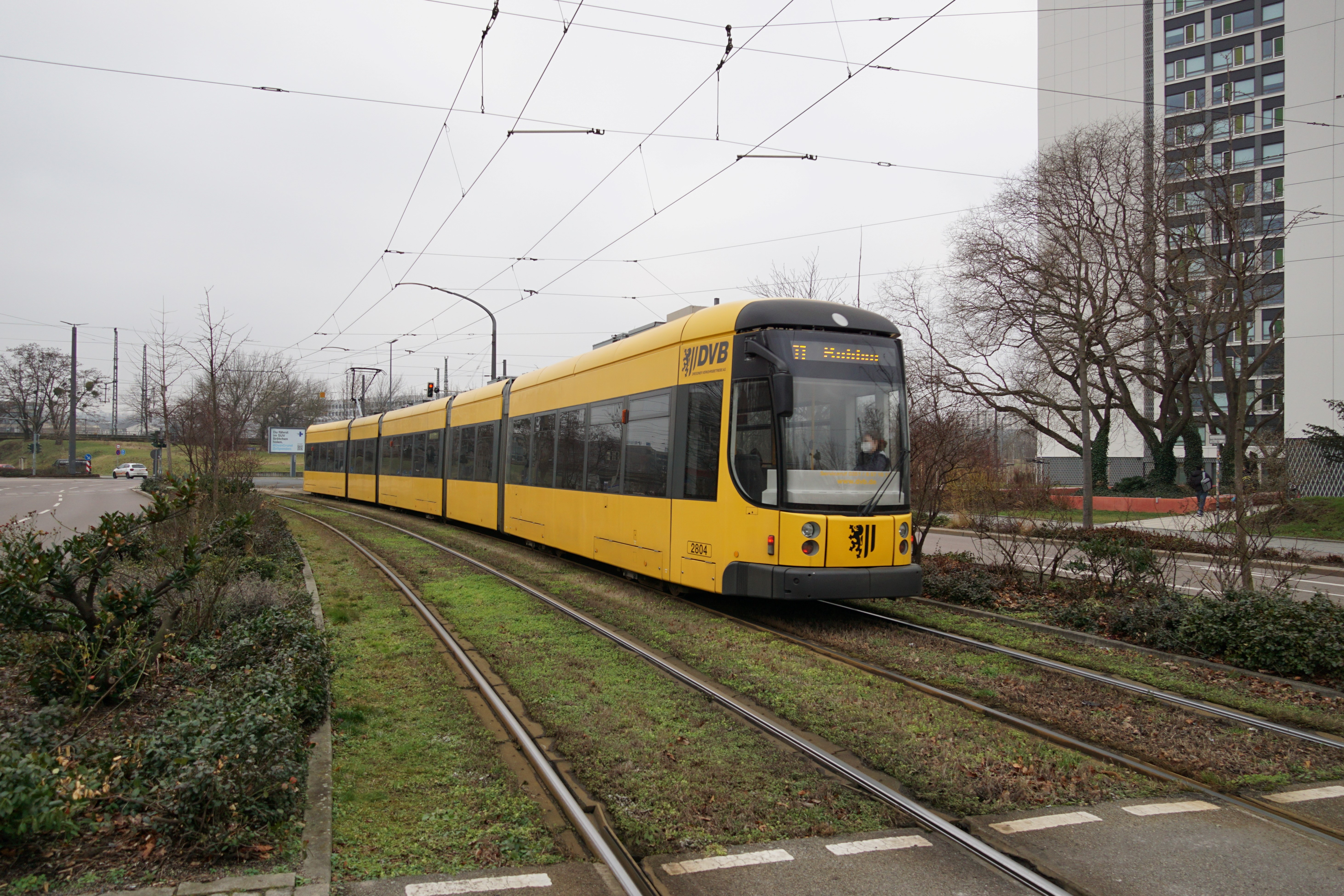
„Stadt Zwickau“ als Linie 11 in Dresden

Eine fünfteilige, 70 km/h schnelle Niederflurstraßenbahn des Typs NGTD12DD mit der Nummer 232 804-0 bzw. 2804 wurde von Bombardier hergestellt und am 10. Juli 2003 in Dresden angeliefert. Am 25. August tauften Frank Müller-Eberstein, damaliger Technischer Vorstand der Dresdner Verkehrsbetriebe (DVB), Eugen Kirchdörfer, damaliger Zwickauer Bürgermeister für Finanz- und Vermögensverwaltung, sowie Anett Glöckner, damalige Geschäftsführerin der Städtischen Verkehrsbetriebe Zwickau (SVZ), diese im Dresdner Betriebshof Trachenberge auf den Namen „Stadt Zwickau“. Am 11. September 2003 erfolgte die Inbetriebnahme. Der Straßenbahntyp galt damals mit 45,09 Metern als längster der Welt. Aufgrund der hohen Kapazität von mehr als 100 Sitz- und mehr als 150 Stehplätzen befährt der Straßenbahnzug vorrangig die nachfragestarken Linien 3, 7 und 11.
Eine eingefrorene Weiche im Stadtteil Klotzsche führte am 2. Februar 2012 zu einer Entgleisung, die eine kurzzeitige Reparatur nach sich zog. 2014 waren insgesamt eine Million Kilometer gefahren. 2015 wurde Organspendewerbung entfernt. Adler schlug deshalb vor, dass Zwickau Eigenwerbung anbringen lassen könnte. Ausgehend von einer regulären Betriebszeit von 20 bis 30 Jahren findet die Außerbetriebnahme schätzungsweise spätestens 2033 statt.

### Triebwagen der VogtlandbahnStadt Zwickau
Am 15. Oktober 2003 tauften OB Vettermann und Tobias Richter, damaliger Geschäftsführer der Vogtlandbahn GmbH, im Hauptbahnhof einen Dieseltriebwagen der Vogtlandbahn des RegioSprinter-Typs Desiro (VT 23B) auf den Namen „Stadt Zwickau“. Jeweils oberhalb der Schriftzüge wurde das Zwickauer Wappen angebracht. Der Triebwagen war nach den Fahrzeugen im Deutschen Reich das erste, welches auch regelmäßig in Zwickau fuhr.

### HochgeschwindigkeitszugZwickau

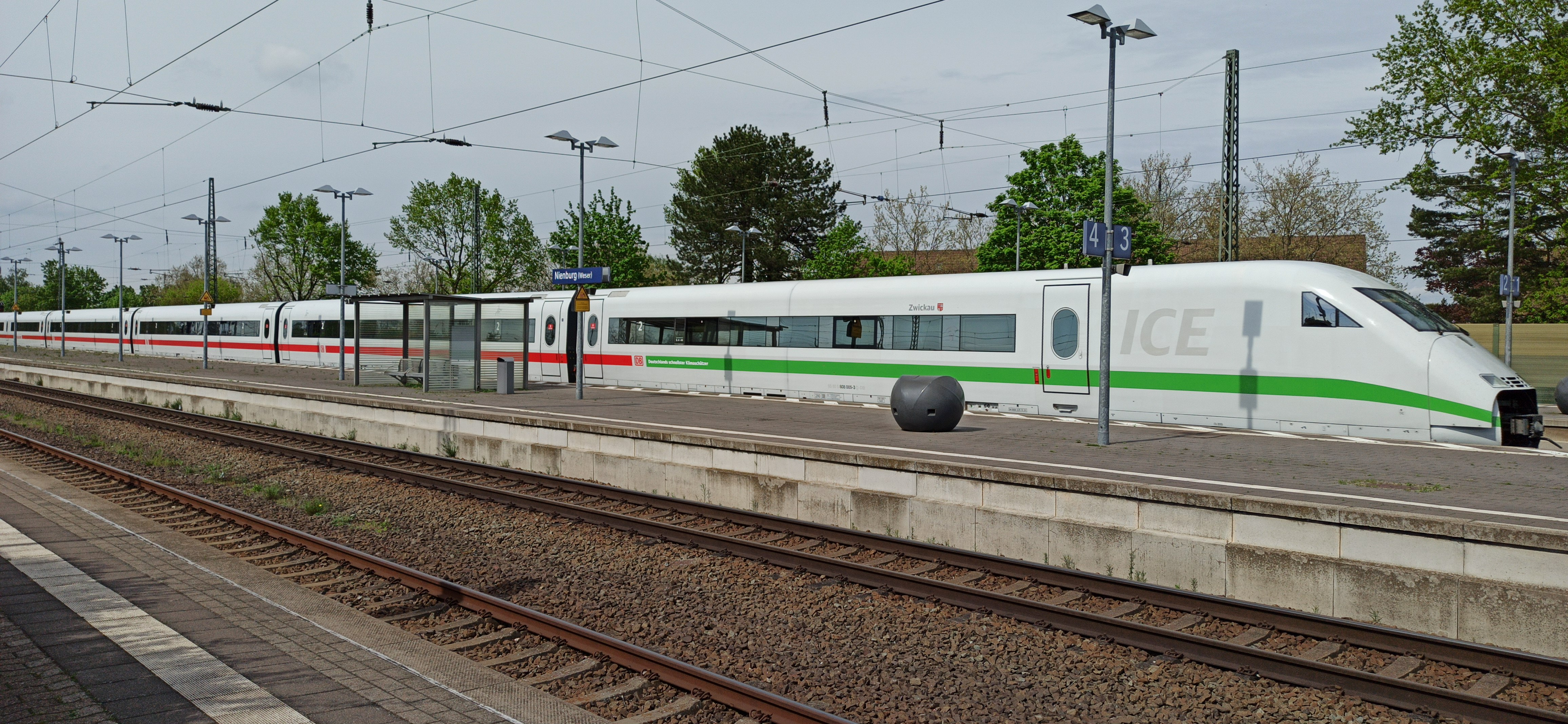
Der Zug DB ICE 2, 402 005 fährt am 13. Mai 2021 durch den Bahnhof Nienburg (Weser).

Am 31. Juli 2004 taufte OB Vettermann einen weiteren Zug im Hauptbahnhof: Der bereits 1996 in Betrieb genommene Intercity-Express der zweiten Baugeneration Tz 205 erhielt den Namen „Stadt Zwickau“ samt Stadtwappen jeweils auf beiden Seiten und beiden Enden. Die Zugtaufe wurde mit Bier der Mauritius-Brauerei vollzogen. Der Spielmannszug Zwickau beteiligte sich am Festakt. 2011 wurde der ICE 2 der Baureihe 402 grundlegend modernisiert. Er war 205 Meter lang, 280 km/h schnell und für 381 Fahrgäste ausgelegt.
Anfang 2023 erhielt die Stadt Hinweise, dass der Zug beschmiert auf einem Abstellgleis eines hessischen Bahnhofs gesichtet worden sei. Am 1. April 2024 wurde er offiziell, aber stillschweigend außer Betrieb genommen und das zunächst geplante Upgrade auf ETCS entfiel. Stattdessen werden Teile in anderen ICE-Zügen weiterverwendet: der Steuerwagen in „Oldenburg“ und der Triebkopf in „Meiningen“. Im Gegensatz zur Lufthansa erlosch so die Namenspatenschaft. Es gibt – Stand Juli 2024 – noch kein Ergebnis der Bemühungen seitens der Stadt um eine mögliche Neuauflage.
Regulär wird Zwickau nicht mehr von Fernzügen angefahren (Stand: 2024). Zuletzt gab es 1998 bis 2002, also wenige Jahre vor der Taufe, einen ICE-Anschluss auf der Sachsen-Franken-Magistrale mit Dieseltriebwagen, Neigetechnik und einer Maximalgeschwindigkeit von 160 km/h.

### Triebwagen der ErzgebirgsbahnStadt Zwickau

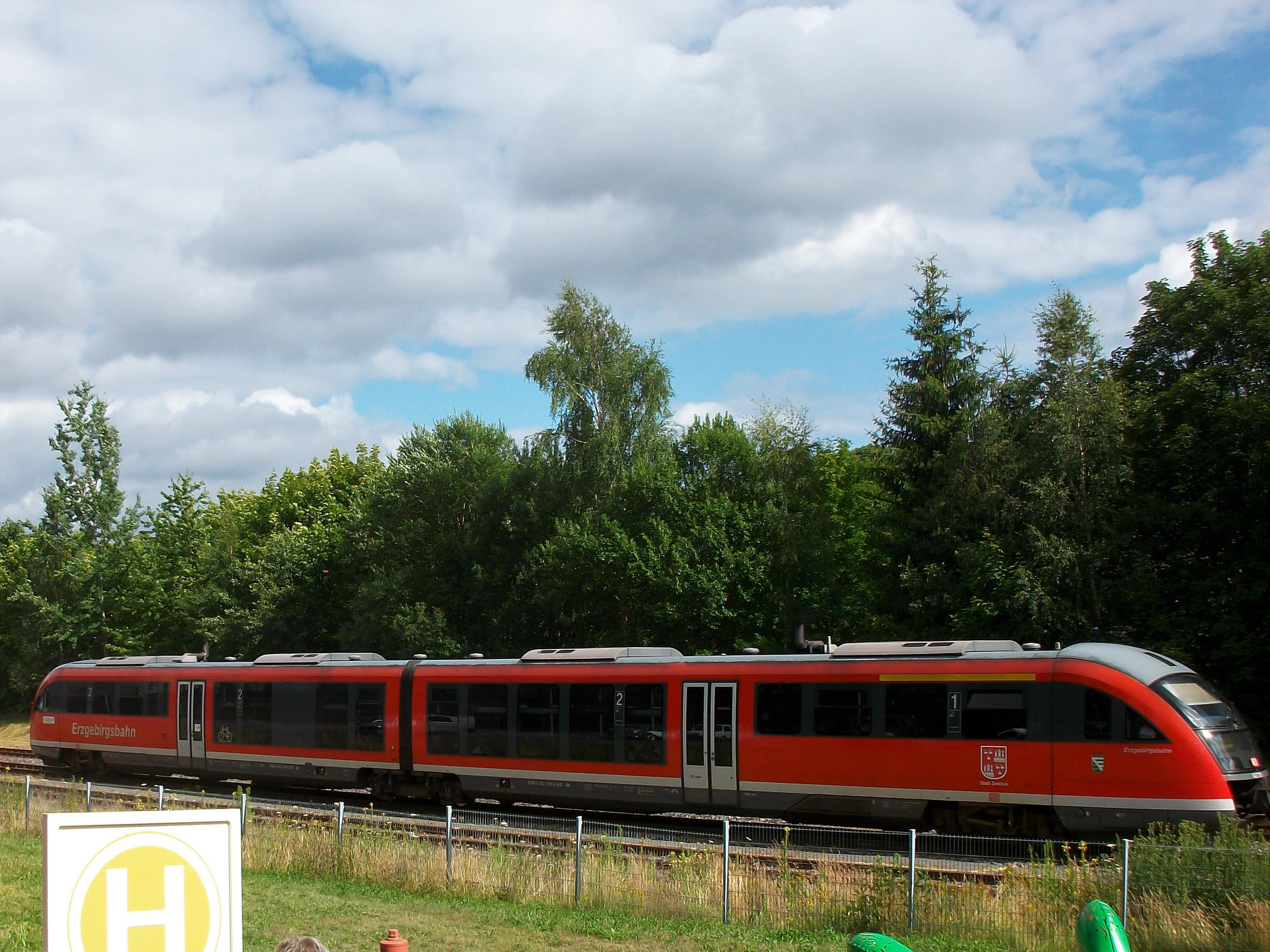
Sonderzug zum Stadtjubiläum im erzgebirgischen Marienberg, 10. Juli 2022

Im Rahmen des 150. Jubiläums der Eisenbahnstrecke Zwickau–Schwarzenberg taufte Pia Findeiß (SPD), damals noch Bürgermeisterin für Soziales und Kultur, am 3. Mai 2008 im Hauptbahnhof einen Dieseltriebwagen der Erzgebirgsbahn auf den Namen „Stadt Zwickau“. Wie bei der Vogtlandbahn wurde das Zwickauer Wappen abgebildet und der Triebwagen auch in der Stadt eingesetzt.